# Baule (Loiret)
Baule – miejscowość i gmina we Francji, w Regionie Centralnym, w departamencie Loiret.
Według danych na rok 1990 gminę zamieszkiwało 1457 osób, a gęstość zaludnienia wynosiła 120 osób/km² (wśród 1842 gmin Regionu Centralnego Baule plasuje się na 270. miejscu pod względem liczby ludności, natomiast pod względem powierzchni na miejscu 1036.).